# Piedad de Nuestra Señora de Aniago
La Piedad de Nuestra Señora de Aniago (citado también como Quinta Angustia) es un grupo escultórico que se encuentra en la iglesia de la Visitación, parroquia de la localidad española de Villanueva de Duero. Procede de la cercana cartuja de Nuestra Señora de Aniago, cuyas obras de arte junto con diversos enseres fueron confiscados en primer lugar por mandato de José Bonaparte y más tarde a raíz de la exclaustración de 1836. Esta escultura forma parte del patrimonio disperso de la cartuja. Los propios vecinos de Villanueva, que conocían y veneraban la imagen desde antiguo, la reclamaron interviniendo para que fuera colocada en su iglesia.

## Historia
La escultura era propiedad del rey Fernando I de Aragón, segundo hijo de Juan I de Castilla. Procedía de los talleres austro-bohemios. El rey la regaló al obispo Juan Vázquez de Cepeda, personaje relevante pues era Canciller Mayor de Catalina de Lancaster y obispo de Segovia; a su vez la donó a los monjes cartujos para colocarla como imagen titular en el altar mayor de la iglesia.
Tras la desamortización la imagen pasó a la iglesia parroquial de Villanueva de Duero. En el año 1988 fue trasladada a la catedral de Valladolid para formar parte de la primera exposición de Las Edades del Hombre.

## Tema de la Piedad

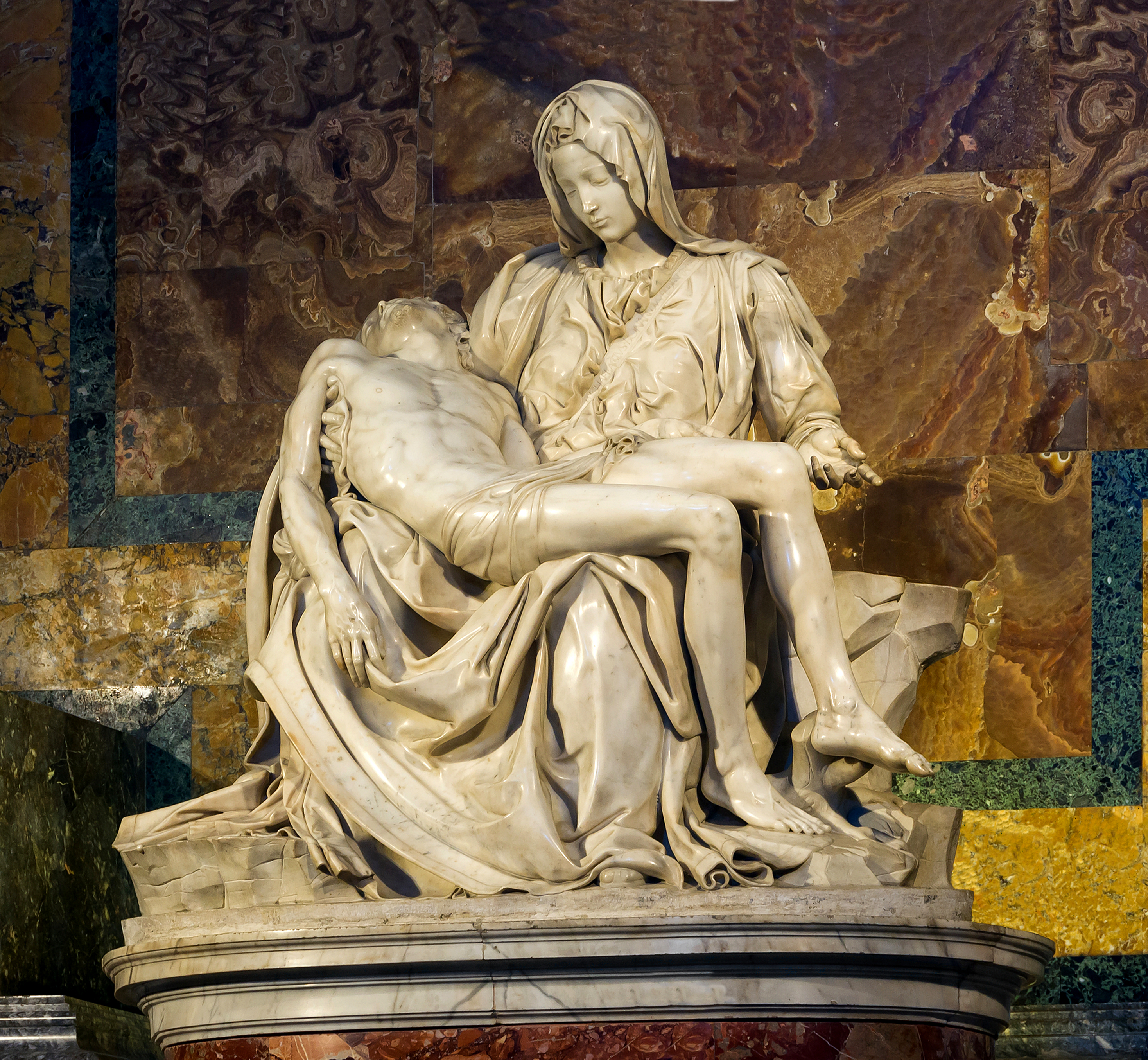
Piedad esculpida por Miguel Ángel entre los años 1498 y 1499

El tema de la Piedad tanto en pintura como en escultura se empezó a difundir en el siglo XIV inspirándose en una devoción que existía desde el siglo XIII; surgió en la Europa central y se difundió ampliamente a través del Camino de Santiago desde los últimos años del siglo XIV. Era la devoción a los dolores y gozos de la Virgen, influencia de la literatura mística oriental que se había ido extendiendo a través de las lecturas piadosas en los conventos femeninos. Los estudiosos del tema lo interpretan argumentando la sensibilidad de la mujer como madre. Provenían las obras de los talleres de Baviera, Bohemia y Austria, lugares donde llegaron a ser especialistas en este tipo de escultura, conocidas también como «piedades horizontales». Casi siempre están elaboradas en piedra y tienen en común la ejecución del plegado de los ropajes que cae en cascada en forma de abanico.

## Descripción
El grupo escultórico está hecho en piedra arenisca policromada, con unas medidas de 76x76x35; fecha de ejecución, alrededor de 1410. Se encuentra custodiada en la iglesia de la Visitación de Villanueva de Duero, procedente de la desamortización de la cartuja de Aniago.

El rostro de la Virgen aparenta una juventud que no está en consonancia con la escena representada, pero es este un hecho bastante frecuente en las esculturas de esta época. Es el rostro de una joven entristecida que ha sido interpretado como una transformación interior de María cuyos pensamientos se remontan a cuando tenía en sus brazos al Niño Jesús. Tiene los cabellos dorados, cubiertos por un manto ribeteado, característico del lugar de procedencia. Los pliegues de la túnica caen suavemente redondeados. La cara tiene una expresión triste y pensativa como si el escultor se hubiese inspirado en el texto del escritor bizantino del siglo X, Simeón Metafraste que compuso una lamentación: «Hete aquí, Hijo mío, entre estos brazos que te han sostenido en otra ocasión con tanta alegría. Entonces te preparaba los pañales, ahora el sudario» 

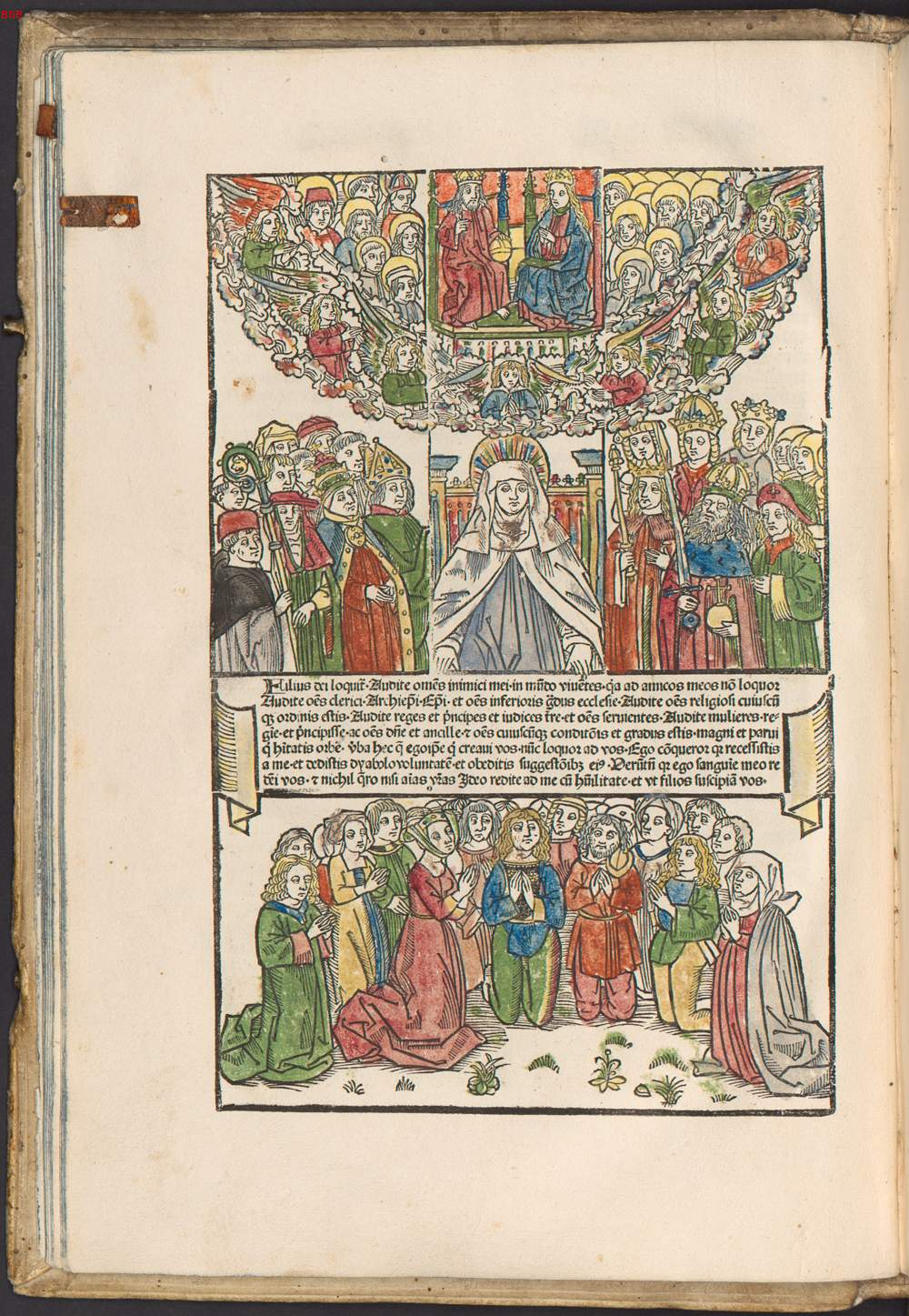
Libro de las Revelaciones de Santa Brígida

El cuerpo de Cristo adopta una posición rígida con las piernas dobladas en ángulo por las rodillas; tiene las manos cruzadas sobre su cuerpo, con los brazos estirados. Fue en la época un modelo casi único influido por las revelaciones que tuvo y escribió santa Brígida a mediados del siglo XIV. Según estas visiones la Virgen le habló así: 

Poco después le abrieron el costado, y el hierro de la lanza salió teñido en sangre roja y encendida, echándose de ver que había sido traspasado su corazón; pero ¡ay! que aquella lanzada penetró también el mío, y fue maravilla que no se me rompiese. Cuando todos se fueron del lado de la cruz, yo no pude apartarme, y me consolé porque pude tocar su cuerpo cuando le bajaron de la cruz, y pude también recibirlo en mi regazo, mirar sus llagas y limpiarle su sangre. Con mis dedos le cerré la boca y le arreglé los ojos. Pero sus yertos brazos no pude doblarlos para que descansaran sobre el pecho, sino sobre el vientre. Las rodillas tampoco pudieron extenderse, sino que quedaron dobladas como habían estado en la cruz.
Brígida de Suecia. Revelaciones Celestiales. Libro 4